# Nymphalis thomsonii
Nymphalis thomsonii är en fjärilsart som beskrevs av Butler 1887. Nymphalis thomsonii ingår i släktet Nymphalis och familjen praktfjärilar. Inga underarter finns listade i Catalogue of Life.